# Jan Piotr Habermann
Jan Piotr Habermann (ur. w I poł. XVIII wieku, zm. po 1762)  – polski skrzypek, kapelmistrz i kompozytor okresu baroku.

## Życiorys
Nie ma danych, by był związany z czeską muzyczną rodziną Habermannów. Od sierpnia 1737 do lutego 1738 działał w bursie muzycznej jezuitów w Krakowie, gdzie wydano mu opinię: „skrzypek wyśmienity”. W latach 40. był kapelmistrzem u jezuitów we Lwowie, następnie prawdopodobnie znów działał w Krakowie, skąd w lipcu 1762 sprowadzono go do kapeli paulinów na Jasnej Górze; przebywał tam przez miesiąc .

## Twórczość
Stylistycznie utwory Habermanna reprezentują formę przejściową, w której na zespół środków technicznych baroku wyraźnie nakładają się elementy stylu galant. Najwyraźniej widoczne jest to w melodyce, obfitującej w drobne ozdobniki muzyczne, takie jak tryle, przednutki, figury złożone z dwóch szesnastek lub trzydziestodwójek, rytmy lombardzkie na przestrzeni jednej części taktu itp. Odchodzenie od norm technicznych baroku uwidacznia się również w coraz bardziej ograniczanej roli basso continuo, które czasami pauzuje nawet na przestrzeni kilkunastu taktów (O felix et Beata dies), a także w prowadzeniu zespołu smyczkowego w unisonowych pochodach .
Trzy z zachowanych utworów Habermanna to arie da capo w skrystalizowanej formie, zbudowane na schemacie modulacyjnym z kontrastującą częścią drugą. Na podstawie autografów kompozytora można stwierdzić, że w sposób bardzo staranny podawał on wszelkie wskazówki wykonawcze, określające agogikę, dynamikę, frazowanie .